# 蔡惟庚
蔡惟庚（1909年—1987年），男，回族，江苏南京人，中华人民共和国实业家，曾任南京市人民政府委员会委员，南京市政协副主席，江苏省伊斯兰教协会主任。